# سلامة قيادة الدراجة

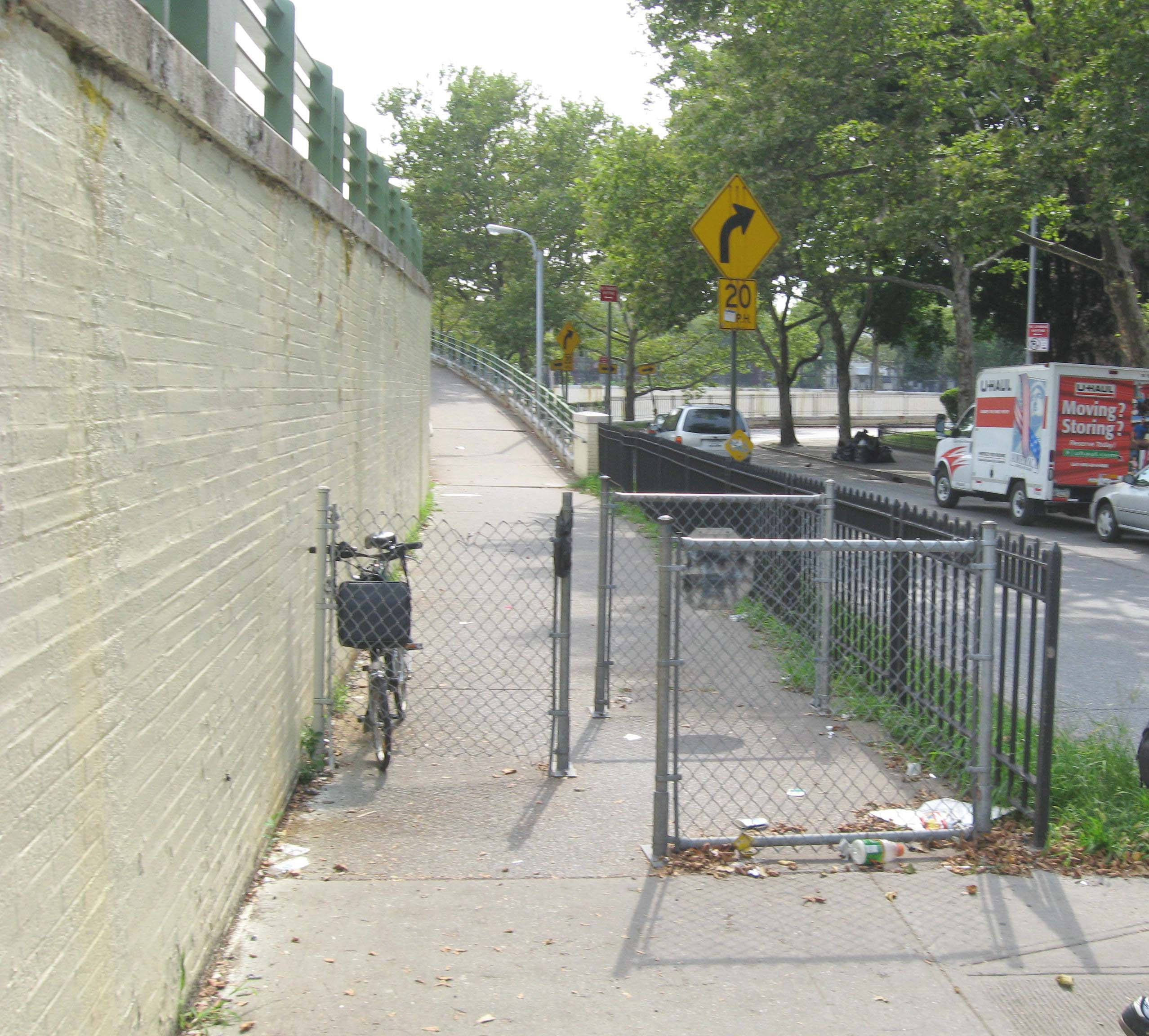
دراجة سباق التعرج في أسفل الطريق المنحدرالتي تهدف إلى تثبيط الإسراع للخروج إلى الطريق المفتوح

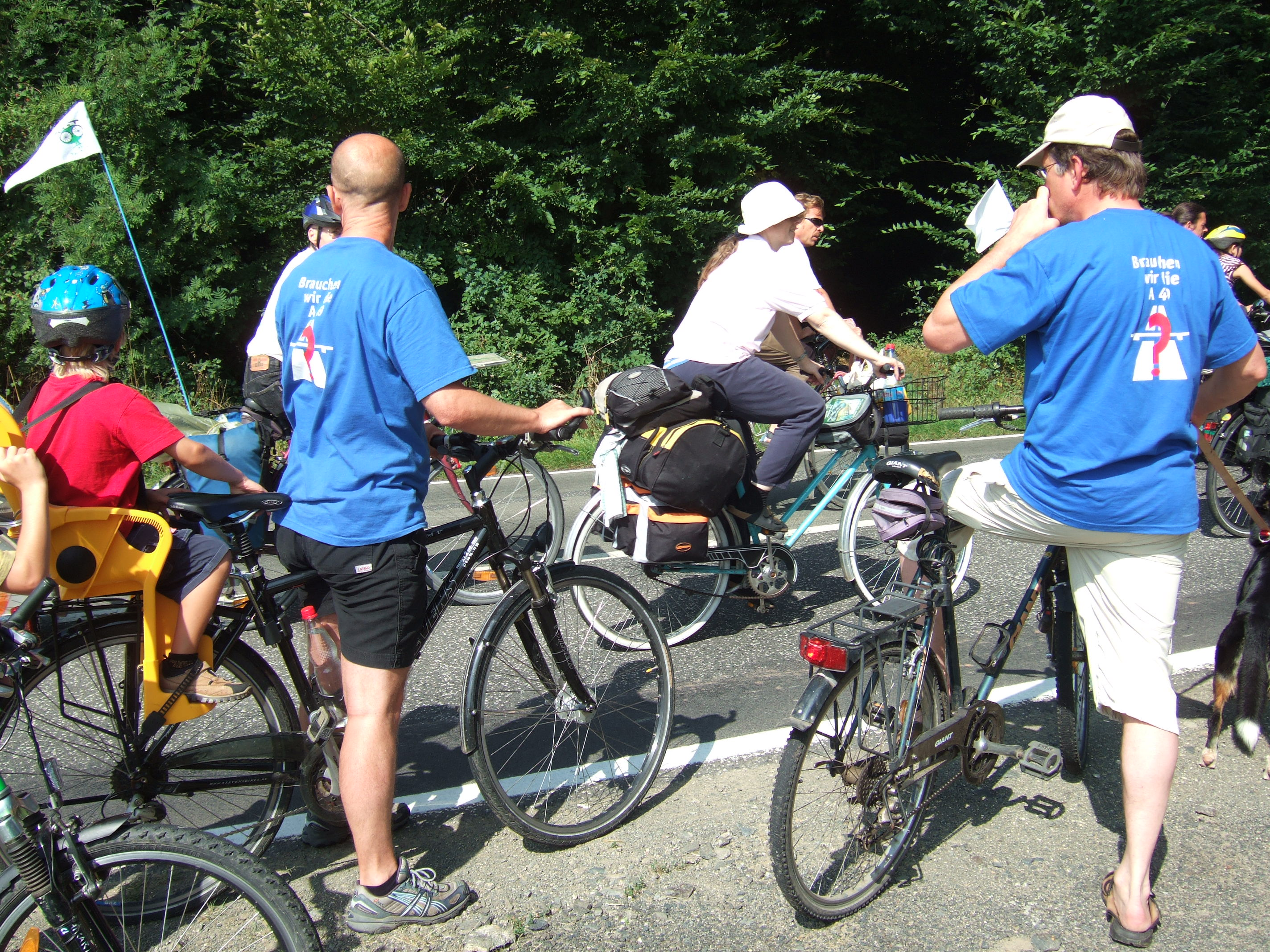
دراجات بها مقعد سلامة للطفل

وفي مراحلها الأولى، كانت الدراجة عبارة عن مركبة للاستمتاع بالمغامرات، والتي يفضلها الشباب على وجه الخصوص. لكن دراجة الأمان، فكان يمكن لأي شخص أن يركبها، وهذا ما حدث بالفعل. وفي بداية القرن العشرين، أصبحت مشهورة على مستوى المتعة والمواصلات في كلٍ من أوروبا وأمريكا الشمالية. ونقلها المستعمرون الأوروبيون إلى كلٍ من أفريقيا وآسيا.
ومع زيادة عدد الراكبين زادت أنواع الدراجات، وتعددت استخداماتها.

## الحوادث
وقائع حوادث الدراجات سجلت لأول مرة في عام 1842، حدثت بين «كيركباتريك ماكميلان»، وهو متسابق في وقت مبكر من [velocipede]، وفتاة صغيرة في غلاسكو. ومع ذلك، التقرير، يعتبر غامض ومتنازع عليه في تحديد الهوية.

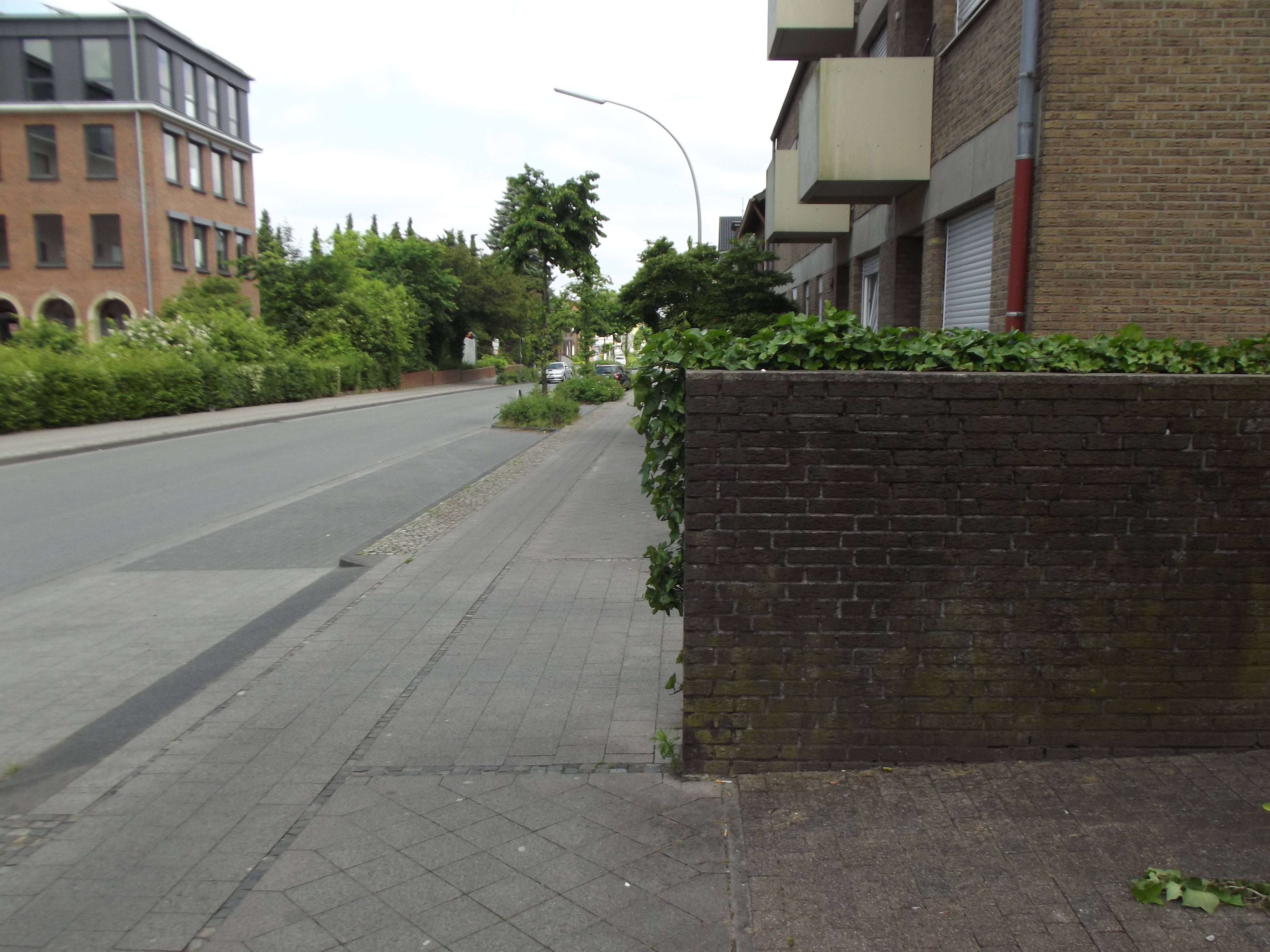
وجود السور البارز لمسار الدراجات في الشارع الخاص. والنباتات المتسلقة المنتشرة تعوق الرؤية أكثر على راكبي الدراجات.

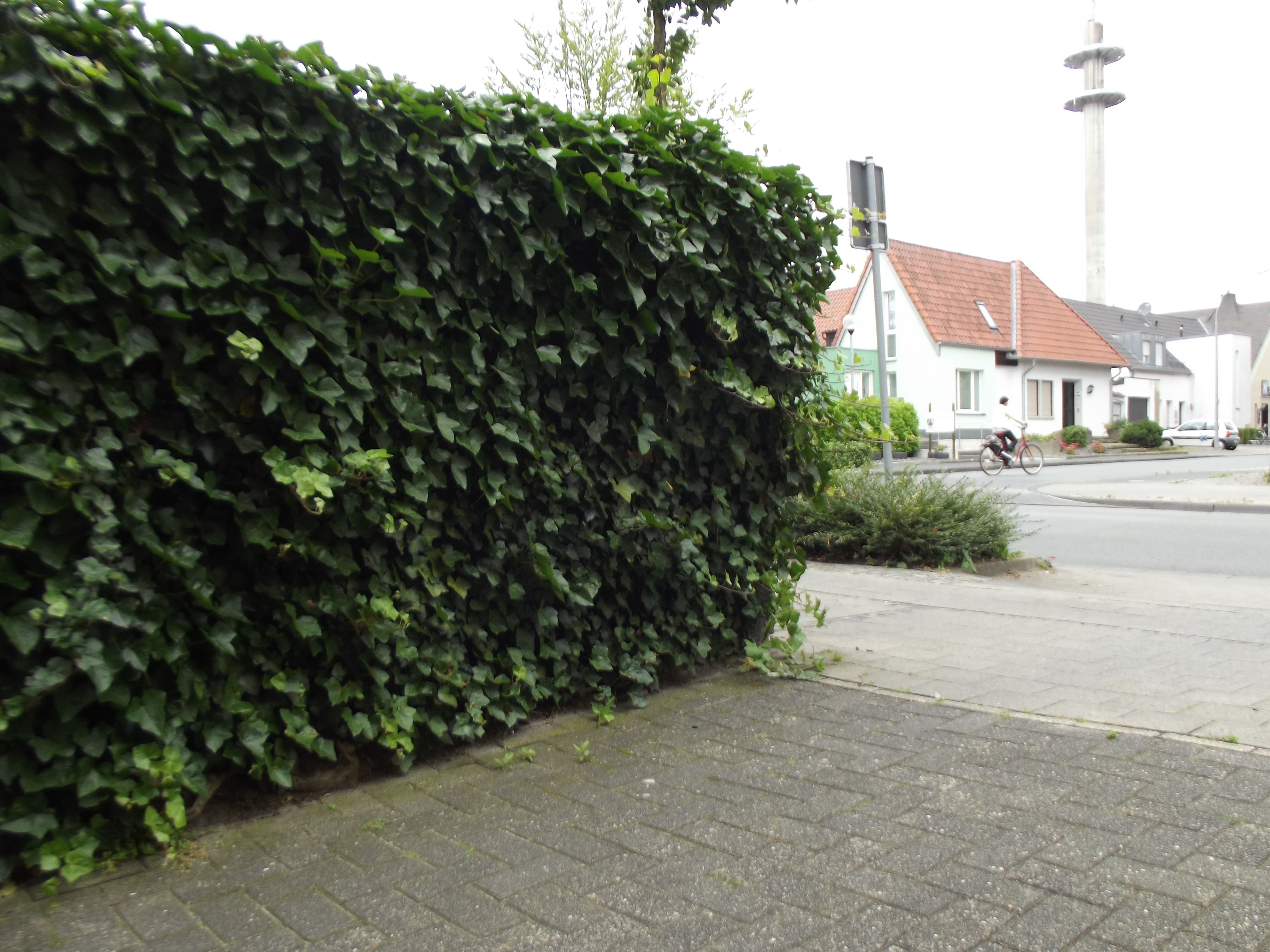
نفس مسار الدراجات ينظر إليه من الجانب. أحد السكان يترك النباتات المتسلقة المنتشرة تجعل من المستحيل رؤية راكبي الدراجات المقتربة في الوقت المحدد لسائق السيارة أو الدراجة.

تختلف أسباب الحوادث وفقا للظروف المحلية. وجدت دراسة أجريت في عام 2000 من قبل معهد أبحاث طريق السلامة في هولندا أن حوادث الدراجات الفردية تمثل 47٪ من جميع حوادث الدراجات، وقد بلغت الاصطدامات بالعقبات والحيوانات 12٪، والاصطدامات مع مستخدمي الطريق الآخرين حوالي 40٪، وتبقى الاخيرة حوالي 1٪ وهي ذات السبب غير المعروف أو غير المصنفة. 

إن أغلبية مستخدمي الدراجات الهوائية يخالفون قوانين السير، سواء في ما يتعلق بالعبور الخاطئ أو السير بعكس الاتجاه في بعض المناطق مثل المناطق الصناعية، خصوصاً خلال فترة المساء والليل، ولا يلتزمون بخط السير، أو العبور فوق حاجز المشاة، وغيرها من الممارسات الخاطئة التي تربك السائقين وتسبب حوادث عدة، إضافة إلى إعاقة حركة السير والمرور .

## تعزيز السلامة
ففي معظم البلدان، لا تصل ظروف قيادة الدراجات إلى المستوى المثالي. وبالتالي، فإن القاعدة الأولى لسلامة ركوب الدراجات هي:
- الحرص على ارتداء خوذة. ويجب أن تكون خوذة خاصة بالدراجات، كما ينبغي أن يكون قياسها ملائمًا تمامًا للرأس. ففي حالة سقوط راكب الدراجة أو اصطدامه بمركبة أخرى أو أحد المشاة، ستعمل الخوذة على تقليل فرص وقوع إصابة بالرأس أو الدماغ بنسبة تتراوح من 63% إلى 88%. ويفرض القانون في العديد من البلدان وفي عدة ولايات أمريكية على جميع راكبي الدراجات الالتزام بارتداء الخوذة. وحتى إن لم يتعين على البالغين ارتداء الخوذة، فيجب على الأطفال ارتداؤها.
- يجب أن يفعل راكبو الدراجات كل ما بوسعهم ليتمكن الآخرون من رؤيتهم، لأنه في معظم البلدان التي تعج بالكثير من السيارات، يتعذر على السائقين الآخرين على الطريق رؤية الدراجات.
- وتُسهل السترات العاكسة للضوء أو الشرائط ذات الألوان العاكسة للضوء على الخوذة أو ارتداء الملابس ذات الألوان الزاهية أو الفاتحة، من رؤية راكبي الدراجات.
- تزويد الدراجة بعواكس الإضاءة اللازمة وكذلك بالمصابيح الأمامية والخلفية، والتي تعد ضرورية للقيادة أثناء الليل. ومع ذلك، فحاول قدر الإمكان تجنب القيادة بعد حلول الظلام.
- ويجب أن يقوم راكبو الدراجات بالتخطيط للطرق التي سيقودون عليها مسبقًا.
- ففي أغلب الأحيان يحظر قيادة الدراجاتكليةً على الطرق السريعة الرئيسية، إلا إذا كانت هذه الطرق تشتمل على طرق جانبية منفصلة للدراجات.
- وهناك قواعد مختلفة تسري على الدراجات ذات المحرك. فبصفة عامة، يحظر قيادة الدراجات النارية على الدروب الخاصة بالدراجات إلا أنه يُسمح بها في الممرات المخصصة للدراجات على الشوارع .
- ومن المهم الإلمام بقواعد السير على الطريق.
- ويجب على راكبي الدراجات اتباع نفس القواعد التي تسري على المركبات الأخرى، مثل القيادة بنفس اتجاه حركة السير وملاحظة إشارات المرور.
- وفي معظم الأماكن، يتمتع كلٌ من المشاة وقائدي السيارات دائمًا بحق المرور قبل راكبي الدراجات.
- يتعين على راكبي الدراجات التأكد من أن دراجاتهم بحالة جيدة قبل بدء الرحلات. قد يؤدي وجود خلل بالفرامل إلى وقوع كارثة، كما أن تغيير الإطار المفرغ من الهواء قد يعرض راكب الدراجة لخطر أن تصطدمه سيارة يقودها سائق غافل.
- فيجب تصليح الإطارات بعيدًا عن الطريق. ويمكن لراكبي الدراجات حمل منفاخ هواء ومعدات تصليح الإطارات المفرغة من الهواء معهم.
- وينبغي على راكبي الدراجات الوعي بكل ما يحيط بهم، مثل: الدراجات الأخرى والدراجات النارية والدراجات ذات المحركات الصغيرة والشاحنات والحافلات والمارة وحتى العربات التي تجرها الحيوانات وعربات الريكشا (عربات يجرها أشخاص وتستخدم للنقل في دول آسيا). ويعني ذلك عدم استخدام سماعات الأذن أو الهواتف الخلوية.

## وصلات خارجية
- How to reduce the odds of a collision with other vehicle operators
- Navigating safely through a highway construction project
- Safety Quiz - Is Cycling as dangerous as we think it is?
- Is Bicycling Safe? - If you follow the rules of the road and ride carefully, cycling is actually safer than driving.
- Bike-Boxes at Traffic-Intersections in Portland Oregon, USA
- US Consumer Product Safety Commission Bicycle Guidelines
- The Belgian SHAPES project on commuter cycling
- Mission Possible - Bike Safety from the Texas Archive of the Moving Image
- Cameras Are Cyclists’ ‘Black Boxes’ in Accidents July 20, 2012 نيويورك تايمز
- Penalty for Rule-Breaking Bicyclists: A Remedial Class July 23, 2012 NYT
- With Horns and Lasers, Fighting to Be Noticed July 24, 2013 NYT